# Journal interrompu
 (février 2021).
Si vous disposez d'ouvrages ou d'articles de référence ou si vous connaissez des sites web de qualité traitant du thème abordé ici, merci de compléter l'article en donnant les références utiles à sa vérifiabilité et en les liant à la section « Notes et références ».
Le Journal interrompu est un livre publié en octobre 2002, au lendemain de la défaite historique de Lionel Jospin à l’élection présidentielle française, par Sylviane Agacinski, épouse de ce candidat défait. 
L'autrice nous présente ce livre comme un journal intime écrit entre le 24 janvier et le 25 mai 2002. Sylvianne Agacinski entend ainsi faire partager son expérience de témoin privilégié avec d'autant plus de vérité que le texte n'était pas initialement destiné à la publication (le lecteur suspicieux est bien sûr libre de mettre en doute cette affirmation de l'auteur).

## Résumé et commentaires
Sylviane Agacinski commence ce livre (tant la préface écrite après la décision de publier que les notes des premiers jours) en justifiant son besoin de tenir un tel cahier par la pression inhabituelle que lui fait ressentir la campagne à venir, ainsi que le besoin de garder une trace de cet événement qui engage l'avenir de son mari et donc aussi le sien. Le livre décrit ensuite au jour le jour, généralement assez sommairement, les activités et réflexions de l'auteur qui y intercale également par endroits des articles destinés à divers journaux. 
On peut séparer ce journal en deux parties au moins : du 24/01 au 19/04 et du 23/04 au 25/05. 
La première partie (la campagne électorale) contient quelques remarques assez générales sur la gauche, la campagne ainsi que quelques réflexions personnelles au hasard d'un article lu dans le journal. C'est également dans cette partie qu'on trouve certains des articles publiés par S. Agacinski durant cette période. Le thème du féminisme (très apprécié par la philosophe) est presque plus présent que la politique. Certains jugent cette partie de l'ouvrage de peu d'intérêt d'un point de vue politique.
Dans la seconde partie, l'auteur évoque les causes de la défaite de son mari (division de la gauche au premier plan, crise de la démocratie et détournement du débat politique par la droite comme par les médias ayant selon elle bien plus joué que la responsabilité propre - qu'elle ne nie toutefois pas - de son mari) puis commente les réactions (de la gauche, des médias, de la « jeunesse »...) à la suite de ce « coup de tonnerre ». Certains jugent cette partie plus intéressante, car elle évoque des situations prêtant à controverse, ce qui autorise l'auteur à fournir de nombreuses réflexions et critiques.

## Conclusion
Les jours ayant suivi la publication du Journal interrompu, celui-ci a été le sujet d'une assez vive polémique (au sein de la gauche principalement), les uns considérant « normal » que S. Agacinski ait souhaité partager son expérience, d'autres voyant là une nouvelle manifestation de « l'arrogance » du couple Jospin, « comme si les Français ne les méritaient pas », certains allant jusqu'à parler d'un nouveau coup bas de Jospin à la gauche qui peine à se relever. 
Certains lecteurs ont évoqué l'intérêt limité de ce livre, et jugent qu'il n'apporte pas grand-chose qui n'ait pas déjà été dit sur ce premier tour mémorable. Ils regrettent aussi le style parfois « télégraphique » et le caractère très général de ces notes (alors même que certaines remarques auraient pu être un prétexte à une réflexion plus poussée). D'autres protestent qu'il s'agit là d'un journal et non d'un essai « philosophico-politique », et que là réside son intérêt.